# Puerto Pinasco
Puerto Pinasco é um município do Paraguai, departamento Presidente Hayes. Sua população é de 8.869 habitantes. Sua economia é baseada na agricultura, pecuária e exploração florestal.

## Transporte
O município de Puerto Pinasco é servido pela seguinte rodovia:
- Caminho em terra ligando o município a cidade de Teniente Irala Fernandez
- Caminho em terra ligando o município a cidade de Benjamín Aceval
- Ruta 09, que liga a cidade de Assunção a Ruta 06 da Bolívia (Boyuibe, Santa Cruz)[1][2][3]